# Эмералд-Пойнт
«Эмералд-Пойнт» (англ. Emerald Point N.A.S.) — американская прайм-тайм мыльная опера, транслировавшайся на канале CBS в сезоне 1983/84 годов. Сериал был создан Ричардом и Эстер Шапиро, которые ранее создали мыльную оперу «Династия». В центре сюжета находилось несколько семей, которые так или иначе связаны с базой военно-морской авиации в вымышленном городе на Юге США.
В сериале снялись Сьюзан Дей, которая взяла на себя роль протагониста, и Сила Уорд, сыгравшая основную злодейку. Деннис Уивер, Мод Адамс, Джилл Сент-Джон и Роберт Вон исполнили остальные ведущие роли. Несмотря на актёрский состав, выделяющийся крупными именами, и рекламную кампанию, сериал не смог собрать аудиторию уровня «Далласа», «Династии», «Тихой пристани» или «Фэлкон Креста» и был закрыт каналом после одного сезона в мае 1984 года. После закрытия, шоу было заменено на «Кегни и Лейси».

## Актёры и персонажи
- Деннис Уивер — Томас Мэлори
- Мод Адамс — Мэгги Фаррелл
- Патрик О'Нил и позднее Роберт Вон — Харлан Адамс
- Эндрю Стивенс — Гленн Мэттьюс
- Чарльз Фрэнк — Джек Уоррен
- Ричард Дин Андерсон — Саймон Адамс
- Сила Уорд — Хилари Адамс
- Доран Кларк — Лесли Мэллори
- Стефани Даннэм — Кей Мэллори Мэтьюс
- Сьюзан Дей — Селия Уоррен
- Джилл Сент-Джон — Дина Кинкейд
- Роберт Лоджа — Юрий Бухарин
- Майкл Брэндон — Дэвид Маркетт